# Loaded Dice (chanson)
Pour les articles homonymes, voir Loaded Dice.
Loaded Dice est une chanson des Surrenders.
 Premier single paru en 1988 sous le label Rubber Records en Australie, le morceau a été classé plusieurs semaines dans les charts indépendants australiens, ce qui était une première pour un groupe français à l'époque. 

Le mini-Lp dont elle est extraite a été classé no 1 dans les charts Radios du magazine Nineteen durant l’été 1986.
Elle est cosignée par Michel Bonneval (ex-Gamine) et François Labaye.
La face B comportait une reprise de Cinnamon Girl (de Neil Young) en version Live.